# Ома (фильм)
«Ома» (англ. Omagh) — драматический телефильм режиссёра Пита Трэвиса, в котором изображаются события и последствия взрыва в Оме. Фильм был показан по спродюсировавшим его телеканалам RTÉ и Channel 4, в Ирландии и Великобритании, соответственно.

## Производство
После успеха фильма «Кровавое воскресенье» 2002 года, изображающего гибель 14 безоружных гражданских лиц в Дерри в январе 1972 года, получившего премию Берлинского кинофестиваля «Золотой медведь», режиссёр Пол Гринграсс, названный некоторыми критиками «злобным антибританцем», решил, что переложение событий в Оме подняло бы подобные вопросы сокрытия правды и неудачных поисков справедливости. По совету актёра-исполнителя главной роли в вышеуказанном фильме Джеймса Несбитта, встречавшегося с семьями жертв теракта, Гринграсс вместе с Питом Трэвисом, а также Грег Бренманом и Эдом Гуини взялись за экранизацию. Съёмочная группа провела более двух лет в консультациях с семями жертв погибших для документального изображения событий и их горя. Главная улица рынка города была воссоздана в Наване, недалеко от Дублина, чтобы избежать вмешательства в жизни оставшихся в живых в Оме. Но длинные сцены воссоздающие мирное летнее утро Омы с пением птиц и детским смехом были встречены напряженной тишиной их семей. Исполнительный директор «Channel 4» Марк Томпсон сказал, что больше гордится этим фильмом, чем любой другой программой, сделанной на канале за последние несколько лет.

## Показы и премии
В начале мая 2004 года состоялся закрытый показ, после которого родственники погибших выходили из зала со слезами на глазах. Как сказала Годфри Уилсон, чья дочь-подросток Лотарингия была среди жертв взрыва, фильм «показал все события, приведшие к моменту бомбы, и душераздирающим было увидеть, что молодая актриса, играющая нашу дочь, смеется и шутит со своими друзьями непосредственно перед взрывом. Это было именно так, как было. Все счастливы и доброжелательны». 22 мая телефильм был показан по каналу «RTÉ» в Ирландии, а 27 мая на «Channel 4» в Великобритании. 12 сентября 2004 года показ состоялся на кинофестивале в Торонто, выиграв «Discovery Award», затем на в Сан-Себастьяне, а позже в Италии, Франции, Канаде, Аргентине, Бельгии, Нидерландах и Люксембурге. Фильм был удостоен премии Irish Film & Television Academy как лучший ирландский фильм и за лучшую мужскую роль, а также был номинирован ещё на пять наград. В 2005 году фильм получил премию British Academy Television Awards как лучший драматический телефильм.

## Сюжет
История мужества и оптимизма перед лицом человеческой трагедии разворачивается в жизни механика Майкла Галлахера (Джерард МакСорли) и его жены Пэтси (Мишель Форбс), чей 21-летний сын Эйдан (Пол Келли), отправившись в магазин за джинсами, был убит в результате взрыва заминированного автомобиля 15 августа 1998 года, устроенного в городе Ома в Северной Ирландии, в результате которого погиб 31 человек.
Попробовав различные способы справиться с горем, они разругались, но в итоге Галлахер создал группу поддержки и самопомощи Омы, в которую вошли и католики, и протестанты, с целью добиться справедливости для своих погибших родных, что стало поворотным моментом в их сплочении. Решив не позволить постигнуть той же мрачной участи своих соседей, Галлахер бросил вызов официальной позиции правительства по вопросу о терроризме, начав встречаться с лидером «Шинн Фейн» Джерри Адамсом, устанавливать факты произошедшего, что в конце концов привело к публикации в декабре 2001 года доклада омбудсмена полиции Северной Ирландии Нуалы О’Лоан (Бренда Фрикер), заявившего, что жертвы, их семьи и жители Ома пострадали в результате ненадлежащей работы главного констебля.
Фильм заканчивается песней Джуди Миллер «Broken Things» в исполнении Джульетт Тёрнер у мемориала в память о жертвах взрыва.

## Критика
Как сказал Питер Стэнфорд из «The Guardian», фильм снимался с исторической точностью, вплоть до восстановления номерных знаков на машине, а реальный Майкл Галлахер заметил, что «в конечном счете, этот фильм был сделан не для жертв, а для более широкого сообщества с тем, чтобы сказать им о том, что терроризм действительно несёт за собой горе и стремление добиться справедливости. Если это сообщение будет получено, то фильм можно будет признать успешным». Он также отметил, что:

Фильм было очень больно смотреть, но я горжусь им. Девяносто девять процентов семей, активно участвующих в поисках справедливости сотрудничали с фильмом. Мы уполномочены от жертв, и этот фильм показывает нашу борьбу за мир за последние пять лет, и что мы не видели никаких доказательств в любом месте, что имеются какие-либо уроки, извлеченные из Ома. Общественность должна знать, что это может повториться завтра.
Оригинальный текст (англ.)The film was extremely painful to watch but I am proud of it. Ninety-nine per cent of the families actively involved in the search for justice cooperated with the film. We have empowered ourselves as victims and this film shows the wider world our struggle over the last five years. We have seen no evidence anywhere that there have been any lessons learnt from Omagh; the public should know that. It could happen again tomorrow.

Однако некоторые очевидцы трагедии, как, напнример, преподобный Иан Мэйрс из Форума церквей Ома, высказались против фильма, поскольку он «может разбередить старые раны»,
Скотт Фундас в своей статье в «Variety», говоря о завязке фильма, отметил, что

Режиссёр Пит Трэвис отображает эти сцены с замечательным правдоподобием и захватывающим чувством географии, так что зритель быстро понимает что к чему. В ошеломляющей путанице местная полиция оповещается информатором, что взрыв вот-вот состоится, но в конечном итоге перенаправляет транспорт таким образом, что в итоге пешеходы столпились у места расположения бомбы. Взрыв превращает улицы в дымящееся поле побоища, усеянное раскрошенным кирпичом и оторванными конечностями — картину, весьма сходную с той, что широко транслировалась в сюжетах новостей.
Оригинальный текст (англ.)Director Pete Travis maps these scenes out with remarkable verisimilitude and an immersive sense of geography, so that the audience quickly understands the lay of the land. In a mind-boggling snafu, local police are alerted by an informant that a bombing is about to take place, yet end up rerouting Omagh traffic in a way that actually herds pedestrians closer to the location of the bomb. The explosion turns the streets into an opaque battlefield of carnage, dotted by ramparts of blasted brick and severed limbs — images that powerfully resemble those of widely broadcast news footage of the event.